# 무함마드 무르시
무함마드 무함마드 무르시 이사 알 아이야트(아랍어: محمد محمد مرسي عيسى العياط, 문화어: 무함마드 무르씨, 1951년 8월 20일 ~ 2019년 6월 17일)는 이집트의 제5대 대통령을 지낸 정치인이다. 2012년 6월 30일 대통령에 취임하였으나 2013년 7월 3일 군부에 의해 연금되면서 대통령직을 박탈당했다. 2019년 6월 17일 재판 도중 사망하였다.

## 어린 시절
나일강 삼각주 동부의 샤르키야 주 엘아드와에서 태어난 무르시는 카이로 대학교에서 공학을 전공하여 1975년 학사 학위를 따고, 1978년 야금학의 석사 학위를 취득하였다.
미국으로 건너가 서던캘리포니아 대학교에서 공학의 철학 박사 학위를 땄다. 그러고 나서 1985년까지 캘리포니아 주립 대학교에서 조교수를 지냈으며, 그 동안 미국 항공우주국에서 우주왕복선 엔진의 개발에 참여하기도 했다.

## 정치 경력
귀국 후, 그는 자가지그 대학교에서 공학 교수가 되어 2010년까지 지내왔다. 무르시는 또한 무슬림 형제단의 일원으로서 정치에서 활동적이 되었다. 2000년 국회에 선출된 그는 무슬림 형제단이 전임적으로 이집트에서 금지된 이유로 무소속 정당으로서 의석을 보유하였다. 이 당시 무르시는 정치적 개혁을 제정하는 데 정부를 강요하여 구속과 그금의 무제한적인 권력을 경찰에 승인한 긴급적인 법과 정당들의 형성을 제한하는 법률을 포함한 억압적인 대책을 향상시키는 데 요구하였다. 무르시는 호스니 무바라크의 행정부가 2000년 무슬림 형제단에 의하여 만들어진 이득을 역전시키는 데 선거인의 부정 수단을 이용할 때 2005년 자신의 의석을 잃었다.
무르시는 즉시 무슬림 형제단의 지도부로 임명되었다. 2006년 그는 이집트에서 무소속 정당의 사법부의 설립을 요구한 항의들에 참가한 후, 구속되어 징역 7개월을 선고받았다. 그는 또한 2011년 1월 무바라크에게 퇴진을 강조한 항의들이 일어나는 동안에 구속되기도 하였다. 무바라크의 축출은 이집트 정치에서 개방적으로 참가하는 데 무슬림 형제단의 길을 내주고, 자유정의당을 형성한 단체를 끝냈다. 2012년 4월 이집트 대통령 선거에서 당은 원래 당의 후보 하이라트 알샤테르가 탈락한 후, 무르시를 후보로 선택하였다. 무르시는 5월 투표의 첫 라운드에서 가장 큰 총수로 이기고, 6월 16일과 17일에 실시된 결승전에서 무바라크 정권 아래의 전 총리 아흐메드 샤피크를 꺾었다.
무르시는 정치적 불안정 시기에 사무직을 차지하는 준비를 하였다. 6월 14일 헌법적 대법원과 대통령의 권위를 박탈한 6월 17일 한동안 군사 정부의 놀라운 헌법 선언에 의하여 무슬림 형제단이 이끄는 국민 회의의 해산은 선출된 공무원들에게 권력을 양도하는 데 한동안 정부의 의향에 관한 새로운 의문들을 세웠다. 6월 30일 무르시는 대통령직에 공식 취임하였다.

## 대통령 재임

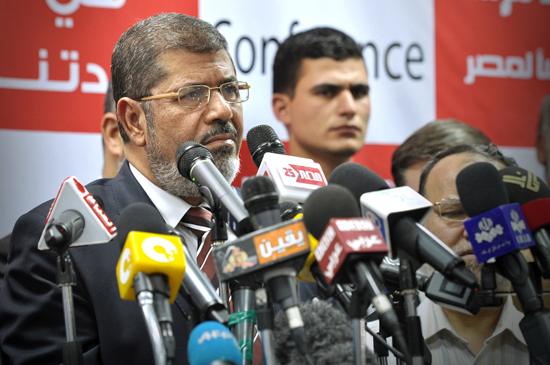
대통령에 당선된 후 기자 회견에서

무르시는 군대 회의의 한동안 군사 정권에 명백한 종속의 정부에서 자신의 대통령직을 시작했어도 그는 8월 중순 우위를 차지하는 데 옮겨 몇몇의 연상 의원들의 퇴직을 공고하고 2012년 6월 17일에 헌법을 폐지하였다.
무르시가 가자 지구에서 이스라엘과 하마스 사이의 1주일에 걸친 전투에서 중개인에게 휴전을 돕기 위한 국제적 칭찬을 얻을 때 2012년 11월 그의 첫 외교 정책의 성공이 왔다. 11월 22일 휴전이 실시된 하루 뒤에 무르시는 대통령으로서 영구적 헌법이 실시될 때까지 사법적 감시의 아무 형성에 종속시키지 않으려하는 그의 권력을 선언한 칙령을 내리면서 이집트의 사법부와 함께 그의 가끔 말썽있는 관계를 연설하는 데 옮겼다. 법령은 또한 새 헌법을 기한하기 위하여 100명의 책임을 진 제헌 국회를 해산시키는 데 법원의 권력을 삭제하고 무바라크에 반란이 있는 동안 항의자들에 쓴 폭력에 연루된 공무원들의 재심을 위한 길을 열었다. 이집트의 이행을 민주적으로 보호하는 데 필요한 대책으로서 무르시가 칙령을 유지하였어도 많은 이들이 독재적 권력의 압류로 본 것에 많은 대모들이 일어났다.

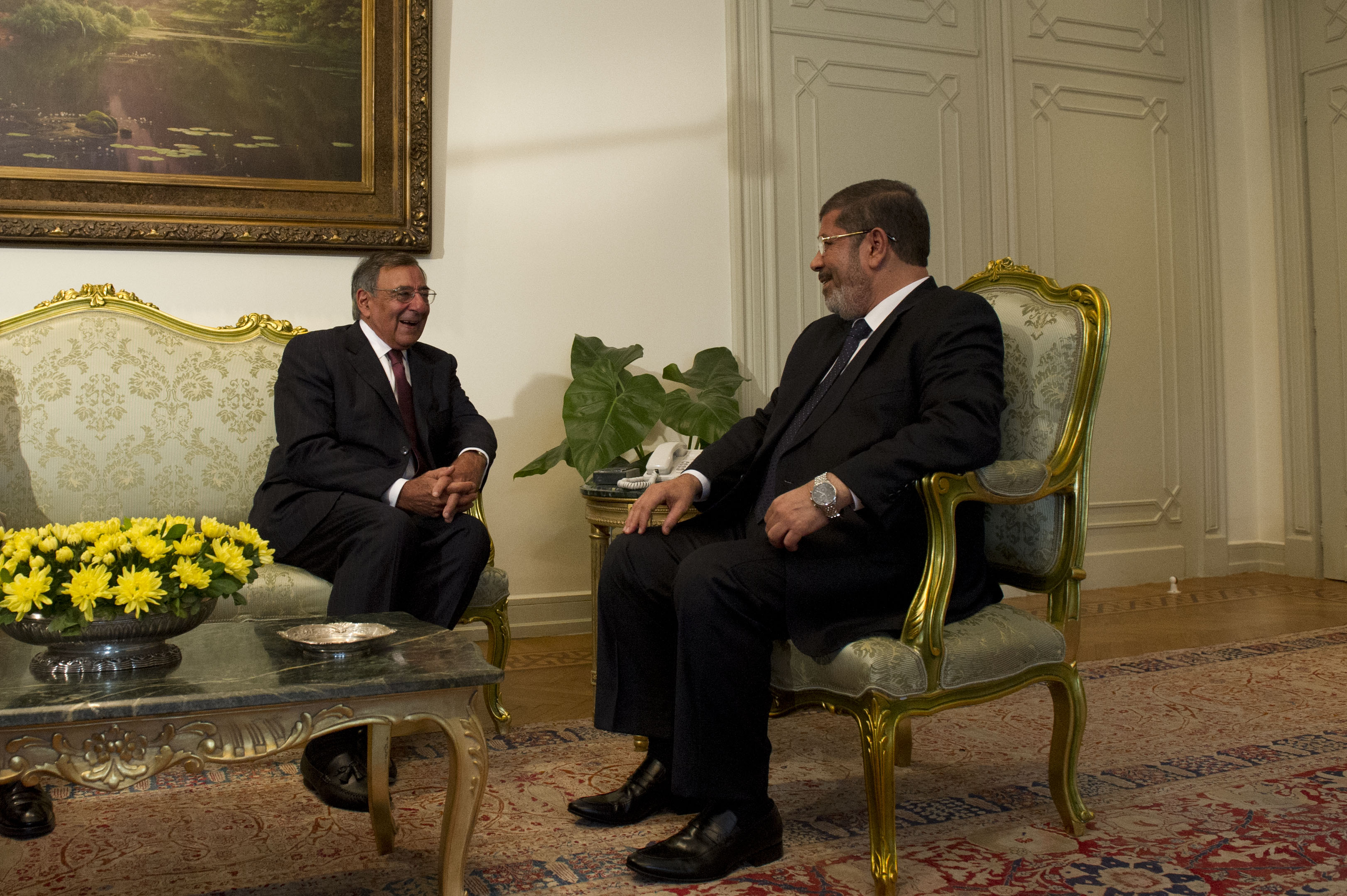
리언 패네타 미국 국방부 장관과 회담하는 무르시

2012년 11월 30일 제헌 국회는 불참한 기독교와 종교 분리자들의 투입 없이 이슬람주의자들에 의하여 쓰여진 도안 헌법을 찬성하였다. 무르시는 12월 15일에 열릴 국민 투표를 요구하였다. 무르시의 반대자와 지지자들을 둘 다 국가 주위에 시위 운동들을 계획하여 2011년 이래 가장 큰 데모들에 결과를 가져왔다. 2012년 12월 초기 항의들이 계속되면서 무르시는 국가의 노여움을 표하고 자신의 헌법적 법령의 일부들을 폐지하였으나 제헌 국회의 해산으로부터 법원들을 보호하는 규약을 유지하였다. 그는 2012년 12월 9일 계엄령을 선포하여 헌법적 국민 투표가 열릴 때까지 체포하는 명령을 지키는 데 군사를 위임하였다. 이집트의 새 헌법은 투표인들에 의하여 찬성되어 12월 후순에 실시되었다.
악화되는 경제적 상태, 타락한 공직들과 종파심의 사건들의 연발은 정치적 대립을 격분시키고 무르시의 지배에 반대를 강화하였다. 그의 취임식 1주년이 되던 2013년 6월 30일에는 이집트 전역에서 무르시의 지지 세력과 반대 세력 간의 대규모 충돌이 벌어졌다.

## 축출

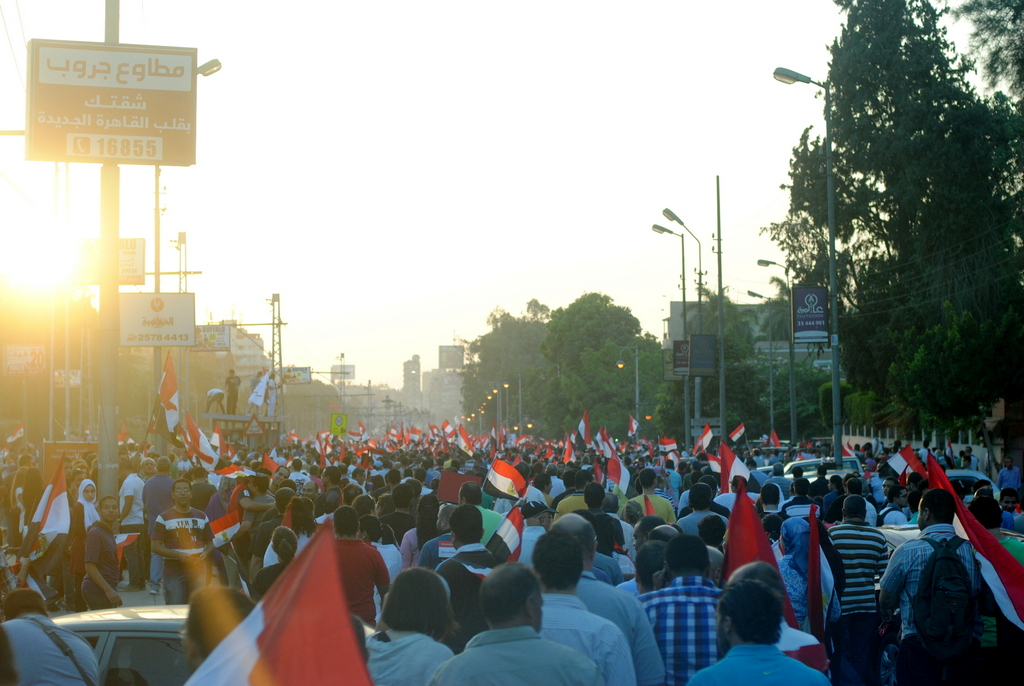
2013년 6월 18일 무르시 퇴진 운동 시위자들

7월 1일 이집트군의 압둘팟타흐 시시 장군이 종국의 결론을 발포하여 만약 무르시가 항의자들을 진정시키지 못한다면 국가에서 무질서를 막는 데 군사가 중재하는 준비가 되어 있다고 선언하였다. 무르시는 반대자들과 협상들을 제공한다고 항의자들에게 응답하였으나 물러나기를 거부하였다. 7월 3일 군사는 그 강경 자세에 이익을 만들어 헌법을 일시 정지하고 무르시를 대통령직에서 물러나게 하였다. 그는 다른 무슬림 형제단 지도자들 몇명과 함께 체포되었다.
그 후 몇달 동안에는 무르시와 무슬림 형제단의 지지자들이 이집트에서 물러난 것을 보았다. 7월 중순과 8월 비밀 경찰들은 무르시의 해임에 항의한 자들을 격렬하게 진압하여 1000명 이상의 항의자들이 사망하였다. 9월 무슬림 형제단은 전임적으로 금지되었다. 무르시에 대항하여 쿠데타를 지지한 시시는 대통령 선거에 나가려고 군대를 떠나 2014년에 선출되었다.

## 구속
무르시는 2012년 무르시 반대 항의를 실시한 데모자들을 살인하는 데 무슬림 형제단 후원자들을 선동하고, 하마스, 헤즈볼라와 이란의 혁명단 같은 외국의 단체들과 결탁한 것을 포함한 위반들로 분리 재판들을 향하였다. 법원에서 자신의 진술에서 그는 자신에 진행들의 합법성을 인정하는 것을 거부하고, 자신이 이집트의 대통령으로 남아있는 것을 주장하였다.
2015년 4월 그는 항의자들에게 폭력을 선동한 죄로 징역 20년을 선고받았다. 한달 후, 그는 2011년 1월 무바라크 퇴진 운동 때 대규모의 탈옥이 일어난 동안에 일으킨 폭력의 행위들에 자신의 주장된 역할로 사형이 선고되었다. 그해 6월 그는 이집트에서 테러리즘의 행위들을 일으키는 데 외국의 무장 단체들과 공모로 종신형이 선고되었다. 2019년 6월 17일 재판 도중 심장마비로 67세의 나이로 사망했다.

## 같이 보기
- 자유정의당
- 무슬림 형제단
- 2012년 이집트 대통령 선거

## 역대 선거 결과
| 선거명      | 직책명          | 대수 | 정당       | 1차 득표율 | 1차 득표수  | 2차 득표율 | 2차 득표수   | 결과 | 당락 |
| ----------- | --------------- | ---- | ---------- | ---------- | ----------- | ---------- | ------------ | ---- | ---- |
| 2012년 선거 | 이집트의 대통령 | 5대  | 자유정의당 | 24.78%     | 5,764,952표 | 51.73%     | 13,230,131표 | 1위  |      |